# Ramón Riva
Ramón Riva (Barcelona, 1951 - Colmenar Viejo, 12 de junio de 1986) fue un cantante español de carrera fugaz pero intensa que ganó un tercer puesto en el Festival de Benidorm y actuó en numerosas ocasiones en los programas musicales de Televisión Española.

## Biografía
Ramón Riva era "un joven guapo de melena intensa, camisa abierta y pecholobo [el biotipo de la época]" que desarrolló su carrera entre 1974 y 1986. Fue conocido por varios temas de éxito como su canción "Tú te vas", una adaptación al español de la canción francesa de Alain Barrière que llegó a las principales listas de éxito. Su carrera musical comenzó al quedar en tercer lugar en el Festival de Benidorm de 1974 con la canción "Poema (Más que ayer)" de Ángel Melero, logrando la Sirenita de Bronce.
Fue presentado en TVE por José María Íñigo en su programa "Estudio abierto" en 1974 interpretando el tema de Rock and roll Johnny B. Goode y vestido al estilo de Elvis Presley. Más adelante se especializó en baladas y participó en muchos más programas de Íñigo como "Esta noche… fiesta".
Tras su breve resplandor, en 1982 estuvo relacionado en diversos asuntos turbios como proxeneta. Fue acusado por la Policía de ser el cabecilla de una red de prostitución que tenía su sede en el local 'La manzana del Paraíso', aunque las acusaciones no tuvieron recorrido. Poco después el cantante se marchó a Los Ángeles. En 1986 se casó con María del Mar Robles Díez, portada de la revista Interviú en 1982. Un mes más tarde murió en un accidente de tráfico.

## Discografía

### Álbum
- Tu te vas, EMI 1976.

### Sencillos y EPs
- Poema (Más que ayer), EMI 1974.[6]
- Déjame ser quien te ame, EMI 1974.
- Tu te vas, EMI 1976.
- Un viejo vals, EMI 1976.